# Jezabel (telenovela)
Jezabel é uma telenovela brasileira exibida pela Record em parceria com a Formata Produções entre 23 de abril e 12 de agosto de 2019, em 80 capítulos, substituindo Jesus e sendo substituída pela reprise de O Rico e Lázaro. Apesar de ser anunciada originalmente como uma macrossérie – o oposto de uma minissérie por ter mais de 50 capítulos – a trama foi creditada como uma telenovela na abertura e passou a ser tratada como tal a partir de então. É a 31ª novela exibida pela emissora desde a retomada da dramaturgia em 2004. Inspirada na história de Jezabel, contada no Livro dos Reis, foi escrita por Cristianne Fridman com colaboração de Alexandre Richard, Carla Piske, Fabiana Reis, Jaqueline Corrêa, Jussara Fazolo, Stephanie Martins e Vânia Matos, sob a direção de Alexandre Avancini, Armê Manente, Hamsa Wood e Rogério Passos e direção geral de Alexandre Avancini.
Contou com as participações de Lidi Lisboa, André Bankoff, Iano Salomão, Adriana Birolli, Juan Alba, Juliana Knust, Rafael Sardão e Timóteo Heiderick.

## Antecedentes
A tradição em produzir minisséries épicas se iniciou na RecordTV no verão de 2010 com a minissérie A História de Ester, de forma ainda despretensiosa e em forma de teste para ver a aceitação do público – acostumada com obras que iam, no máximo, até o período escravagista brasileiro. Após a boa recepção, a segunda produção do gênero, a minissérie Sansão e Dalila, entrou no ar no início de 2011, recebendo um investimento de 12 milhões de reais. Em 24 de janeiro de 2012 o projeto mais ambicioso até então, Rei Davi, estreou com gravações ocorridas no Canadá e Chile. A trama chegou aos 16 pontos e liderança do horário em determinados dias. Em 2013 entra no ar a quarta e última minissérie sequencial da temática, José do Egito, com um investimento de mais de R$ 60 milhões, o maior já empregado em uma minissérie até então no Brasil.
A partir de 2015, no entanto, a emissora decidiu expandir o formato e passou a investir em telenovelas épicas a partir de Os Dez Mandamentos, deixando a produção de minisséries de lado por alguns anos até ser retomado em 2018 com Lia.

## Produção

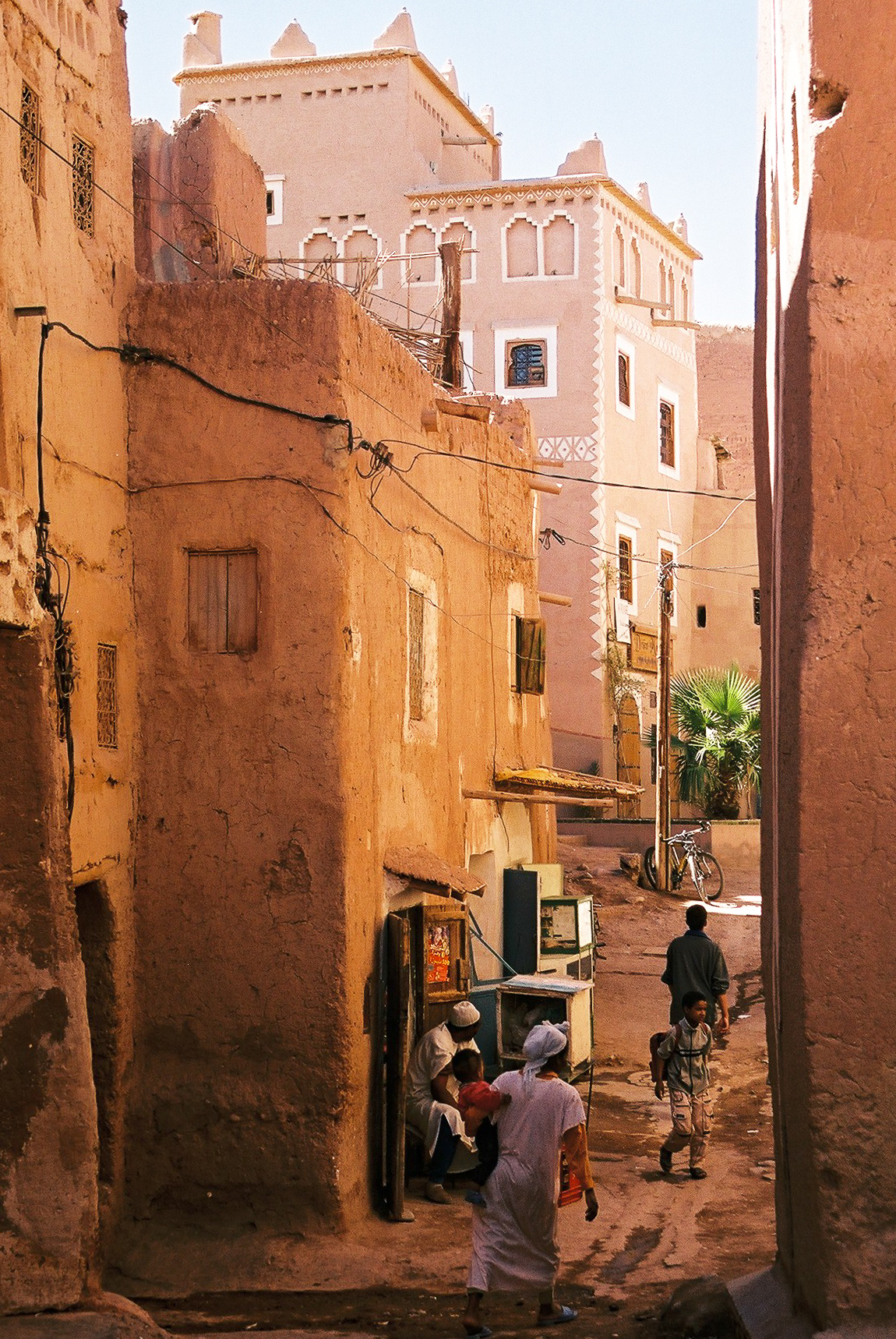
Uarzazate, no Marrocos, onde as gravações ocorreram.

Em setembro de 2016, Cristianne Fridman foi recontratada pela RecordTV um ano após ser dispensada para ser colaboradora na telenovela O Rico e Lázaro, além de ficar responsável por desenvolver duas histórias próprias: uma épica e uma contemporânea como suas tramas anteriores. Em março de 2017 a autora apresentou a sinopse de uma minissérie inspirada na história de Jezabel, intitulada Jezabel: A Rainha Má, a qual teria dez episódios.  Em outubro daquele ano a direção começou buscar nomes para o elenco, porém o projeto foi adiado para focar na terceira temporada de Conselho Tutelar. Apenas em 2 de outubro de 2018, Jezabel recebeu o aval positivo para ser produzida, sendo anunciada para substituir a telenovela Jesus no primeiro semestre de 2019, porém com a extensão de 80 capítulos em formato de macrossérie – o oposto de uma minissérie por não ser curta e ter mais de 50 capítulos, embora ainda menor que a duração de uma telenovela tradicional.
Alexandre Avancini foi anunciado com diretor na mesma semana. A primeira reunião com todo elenco e equipe ocorreu em 5 de janeiro, dando também início à produção de cenografia e figurinos. As gravações de todas as cenas externas foram realizadas em Uarzazate, no Marrocos e se iniciaram em 7 de fevereiro, contando com 60 profissionais brasileiros, além de parte da equipe técnica do país. A equipe retornou ao Brasil em 18 de fevereiro e, a partir de 21, começou as gravações em estúdio, porém diferentemente das outras tramas filmadas no Rio de Janeiro, o projeto utilizou os estúdios cinematográficos do Polo Cinematográfico de Paulínia, em São Paulo, que tinham uma estrutura maior, utilizada para filmes.

### Escolha do elenco
Camila Rodrigues e Giselle Itié foram os primeiros nomes pensados para a personagem central quando cogitou-se produzi-la em 2017. Camila foi a primeira a ser convidada oficialmente em novembro de 2018, porém a atriz preferiu a protagonista de Topíssima. Lidi Lisboa, Juliana Knust, Julianne Trevisol e Rayanne Morais realizaram os testes na sequência e a primeira ficou com o papel, sendo assim, a primeira protagonista negra de uma telenovela bíblica da emissora. André Bankoff havia feito os testes para interpretar o protagonista de Jesus e, por seu bom desempenho, foi convidado para o papel masculino central de Jezabel.
Emílio Orciollo Netto, Leonardo Miggiorin, Daniel Erthal, Dudu Pelizzari e Iano Salomão realizaram os testes para viver Elias, Emílio seria o escolhido, porém o ator preferiu aceitar o antagonista de Topíssima e o papel ficou para Iano, enquanto os outros três atores foram distribuídos em outros personagens. Graziella Schmitt interpretaria Aisha, porém a atriz teve que deixar o elenco por descobrir estar grávida pouco antes do início das gravações e foi substituída por Adriana Birolli.

## Enredo
Após um acordo entre dois reinos, a dissimulada Jezabel (Lidi Lisboa) se casa com o príncipe Acabe (André Bankoff) e se torna a mais poderosa rainha de Israel. Aproveitando do perfil fraco e submisso do marido, a moça passa a comandar com tirania o reino e manipular todos à seu redor, autointitulando-se uma grande sacerdotisa e porta-voz divina, além de recorrer à violência e sacrifícios públicos para mostrar sua soberania. Ela tem como aliados o cruel Hannibal (Rafael Sardão), seu amante e principal guerreiro, e Thanit (Mônica Carvalho), sua ambiciosa melhor amiga, que a influencia com planos cada vez mais bárbaros, além de Baltazar (Alexandre Slaviero), um ex-profeta casado com Temima (Juliana Schalch), a quem trata com machismo e inferioridade. O maior contraponto da rainha é o profeta Elias (Iano Salomão), que tenta desmascará-la e tirá-la do poder com o auxílio de diversos aliados. Isso faz com que Jezabel contrate a ninfeta Dido (Juliana Xavier) para seduzir Eliseu (Ronny Kriwat), discípulo de Elias, para descobrir os planos do profeta.
Também na luta contra a rainha estão Isaac (Leonardo Miggiorin), Matheus (Bernardo Velasco) e Obadias (Juan Alba) – administrador do palácio que trabalha como espião em favor da luta dos profetas contra a rainha má, além de viver um drama com suas filhas: Joana (Camila Mayrink), que se tornou prostituta, e Samira (Laís Pinho), que foi sequestrada há anos. Queila (Juliana Knust), viúva do falecido irmão de Jezabel, é vista como uma ameaça pela rainha, aos olhos do povo, por sua doçura, e passa a viver reclusa com seu filho sob a vigia do general Barzilai (Timóteo Heiderick), com quem acaba vivendo um intenso romance, embora tenha que resistir das investidas de Hannibal. Já Aisha (Adriana Birolli) é a bondosa primeira esposa de Acabe, que o ama verdadeiramente e tenta fazer o rei perceber que é manipulado por Jezabel, se tornando o principal alvo do ódio da rainha dentro do palácio.
Ainda há outras histórias, como de Hannah (Juliana Boller), uma camponesa noiva de Tadeu (Victor Sparapane), mas alvo constante das investidas do irmão deste, Abner (Daniel Blanco), capaz de tudo para tê-la. O pai dos irmãos, Nabote (Flávio Galvão), sofre com a tentativa de Jezabel de tomar à todo custo sua vinha por capricho. Os pais de Hannah e Eliseu, Safate (Giulio Lopes) e Dalila (Narjara Turetta), vivem uma humorada relação, uma vez que ele sempre tem que esconder a comida para a esposa não devorá-la descontroladamente. Levi (Léo Cidade) é ajudante do explorador Phineas (Eduardo Lago) em sua loja de ídolos, e vive um romance atrapalhado com a temperamental Leah (Bárbara Maia). Já Raquel (Sthefany Brito) é uma moça à frente do tempo que não pensa em casamento e quer trabalhar fora, mas se apaixona à primeira vista por Micaías (Guilherme Dellorto).

## Exibição
Originalmente pretendia-se estrear Jezabel no final de 2017, porém na época a emissora decidiu focar apenas nas telenovelas e na terceira temporada de Conselho Tutelar. Em outubro de 2018 foi decidido que estrearia em abril de 2019, substituindo a telenovela Jesus.  Em 22 de fevereiro de 2019 foi divulgada a primeira prévia e o material de divulgação passou a vincular no site da emissora.
Foi reapresentada de 20 de novembro de 2023 a 15 de março de 2024, em 85 capítulos, cobrindo a pausa de Reis na faixa das 21h. A novela foi reexibida enquanto era produzida a décima temporada da série-novela inédita do horário nobre, sendo substituída pelo compacto da nona temporada da produção citada.

## Elenco
| Intérprete              | Personagem                       |
| ----------------------- | -------------------------------- |
| Lidi Lisboa             | Jezabel, Rainha de Israel        |
| André Bankoff           | Acabe, Rei de Israel             |
| Iano Salomão            | Profeta Elias                    |
| Adriana Birolli         | Aisha, Rainha-Consorte de Israel |
| Juliana Knust           | Queila                           |
| Juan Alba               | Obadias                          |
| Rafael Sardão           | Hannibal                         |
| Sthefany Brito          | Raquel                           |
| Guilherme Dellorto      | Profeta Micaías                  |
| Timóteo Heiderick       | Barzilai                         |
| Ronny Kriwat            | Profeta Eliseu                   |
| Victor Sparapane        | Tadeu                            |
| Juliana Boller          | Hannah                           |
| Flávio Galvão           | Nabote                           |
| Beth Zalcman            | Elza                             |
| Daniel Blanco           | Abner                            |
| Eduardo Lago            | Phineas Yak                      |
| Leonardo Miggiorin      | Isaac                            |
| Bernardo Velasco        | Matheus                          |
| Henri Pagnoncelli       | Emanuel                          |
| Andréa Avancini         | Yarin                            |
| Leonardo Franco         | Profeta Inlá                     |
| Talita Castro           | Rebeca                           |
| Narjara Turetta         | Dalila                           |
| Giulio Lopes            | Safate                           |
| Juliana Schalch         | Temima                           |
| Hylka Maria             | Getúlia                          |
| Brendha Haddad          | Anaid                            |
| Juliana Xavier          | Dido                             |
| Daniel Erthal           | Thiago                           |
| Dudu Pelizzari          | Kaleb                            |
| Fernando Sampaio        | Uriel                            |
| Igor Cosso              | Miguel                           |
| Laís Pinho              | Samira                           |
| Camila Mayrink          | Joana                            |
| Pedro Lamin             | Sidônio                          |
| Bárbara Maia            | Leah                             |
| Léo Cidade              | Levi                             |
| Pedro Henrique Moutinho | Naamã                            |
| Fábio Scalon            | Ib                               |
| Paulo Leal              | Zaniel                           |
| Alinne Prado            | Batnoam                          |
| Alex Brasil             | Jarbas                           |
| João Pedro Novaes       | Adad                             |
| Fernanda Nizzato        | Adama                            |
| Edu Porto               | Jaali                            |
| Willian Mello           | Samuel                           |
| Paulo Gabriel           | Zedequias                        |
| Gianlucca Mauad         | Baruch (criança)                 |
| Diogo Almeida           | Jamal                            |

### Participações especiais
| Intérprete          | Personagem                  |
| ------------------- | --------------------------- |
| Alexandre Slaviero  | Profeta Baltazar            |
| Anna Rita Cerqueira | Milena                      |
| Bruno Ahmed         | David                       |
| Carolina Oliveira   | Atália, Rainha de Judá      |
| Norival Rizzo       | Asa, Rei de Judá            |
| Arthur Kohl         | Onri, Rei de Israel         |
| Rachel Ripani       | Zara                        |
| Marcelo Várzea      | Sacerdote Menahem           |
| Guilherme Lopes     | Baruque                     |
| Jacques Lagôa       | Sábio das Dunas             |
| Giácomo Pinotti     | Josafá, Rei de Judá         |
| Marcus Bessa        | Jeorão, Rei de Judá         |
| Luciano Quirino     | Etbaal I, Rei da Fenícia    |
| Breno de Filippo    | Ben-Hadade II, Rei da Síria |
| Samuel de Assis     | Hazael                      |
| Diyo Coêlho         | Jorão, Rei de Israel        |
| Ruan Aguiar         | Acazias, Rei de Judá        |
| Fernando Val        | Jeú                         |
| Willean Reis        | Acazias, Rei de Israel      |
| Denis Doná          | Baruch                      |
| Ricardo Pavão       | Pigmaleão                   |
| Mônica Carvalho     | Thanit                      |
| Luckas Moura        | Noam                        |
| Gabriel Moura       | Saulo                       |
| Andrey Lopes        | Dov                         |
| Armando Amaral      | Gilad                       |
| Cássio Nascimento   | Cadmo                       |
| Mário Hermeto       | Joel                        |
| Marcéu Pierrotti    | Profeta Geazi               |
| Fran Elmor          | Eloah                       |
| Lincoln Tornado     | Abbas                       |
| Gabriel Felipe      | Ezri                        |
| André Bicudo        | Yakir                       |
| Munir Pedrosa       | Omar                        |
| Gutto Ordoz         | Benyamin                    |
| Patrick D'Orlando   | Tobias                      |

## Repercussão

### Audiência
Exibição original
Em seu primeiro capítulo, Jezabel marcou 11 pontos de média com picos de 13, mantendo o segundo lugar.  Durante a primeira semana, no entanto, a trama caiu sucessivamente na audiência, atingindo na sexta-feira apenas 7,3 pontos, representando uma queda de 32% desde a estreia. Em 3 de maio marcou 6,8 pontos, a menor audiência desde Apocalipse. Seus menores índices foram registrados em 31 de maio e 7 de junho, quando marcou apenas 5,7 pontos. Reagiu ao marcar 10 pontos no dia 24 de junho. O último capítulo registrou 10 pontos. Teve media geral de 7,4 pontos, a pior desde Vitória, em 2015, que fechou com 5,8.
Reprise
Reestreou com 5,3 pontos. O segundo capítulo registrou 5,9 pontos. O terceiro capítulo registrou 6 pontos. Bateu recorde nos dias 28 de fevereiro e 14 de março de 2024 ao registrar 6,1 pontos. O último capítulo registrou 5,6 pontos. Teve média geral de 4,8 pontos.

### Classificação indicativa
Com cenas de violência excessiva, a trama surpreendeu o público e não passou despercebida pela Classificação Indicativa do Ministério da Justiça. 
Por conta do final trágico, a produção acabou sendo reclassificada, pois as imagens de decapitação e mutilação da protagonista, vivida por Lidi Lisboa, foram consideradas não adequadas para a classificação de 12 anos.
De acordo com um comunicado do Diário Oficial da União, a telenovela antes tida como "12 anos", foi alterada para "menores de 14 anos" após o seu término.